# Atherigona hendersoni
Atherigona hendersoni este o specie de muște din genul Atherigona, familia Muscidae, descrisă de Malloch în anul 1923. Conform Catalogue of Life specia Atherigona hendersoni nu are subspecii cunoscute.